# Allston

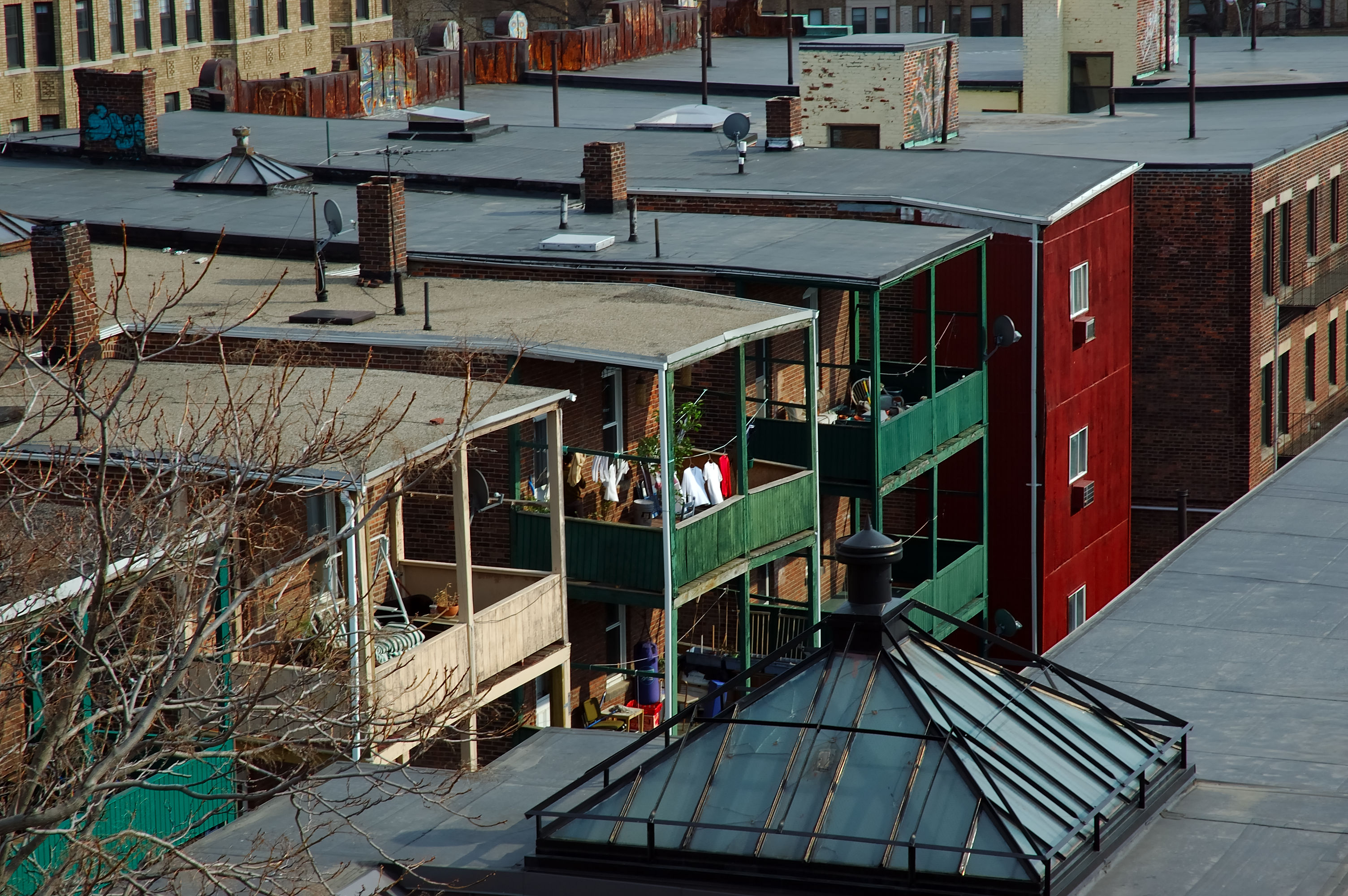
Vecindario de Allston.

Allston es un barrio de Boston, en los Estados Unidos, ubicado en la parte occidental de la ciudad. Es administrado colectivamente con el vecindario adyacente de Brighton, por lo cual es muy común que se les llame, "Allston - Brighton". La población de Allston se compone primordialmente de estudiantes, principalmente de la Universidad de Boston, Boston College y la Universidad Harvard.

## Demografía
Aunque Allston es un vecindario constituido principalmente por estudiantes y bohemios de todas las edades, también es hogar de asiáticos, rusos, iberoamericanos e inmigrantes de diversas partes del mundo. El censo de 1990 indicó que el 52.6% de la población tenía entre 20 y 34 años de edad, lo que indica que existe una gran presencia de estudiantes. Sin embargo, ésta gran presencia de estudiantes ha creado tensión entre residentes de largo plazo y los estudiantes.
El patrimonio inmobiliario varía, aunque consta de edificios de departamentos construidos de ladrillo en gran parte, especialmente sobre la avenida Commonwealth y las calles adyacentes. Mientras las áreas más lejanas como la avenida Down Brighton, están en gran parte cubiertas de edificios de tres pisos construidos con madera. Allston es visto como un vecindario de clase media-baja, pero con muy buenos niveles de seguridad.

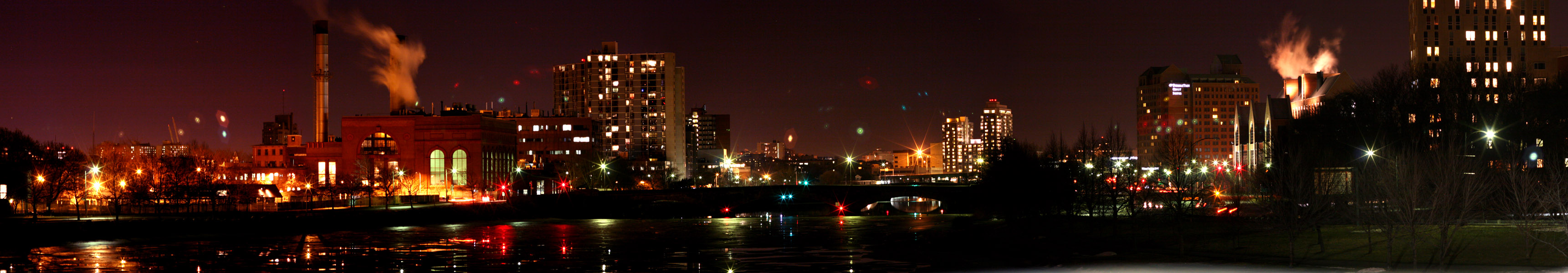
El río Charles en una noche de invierno. Allston a la derecha y Cabridge a la izquierda.

## Geografía

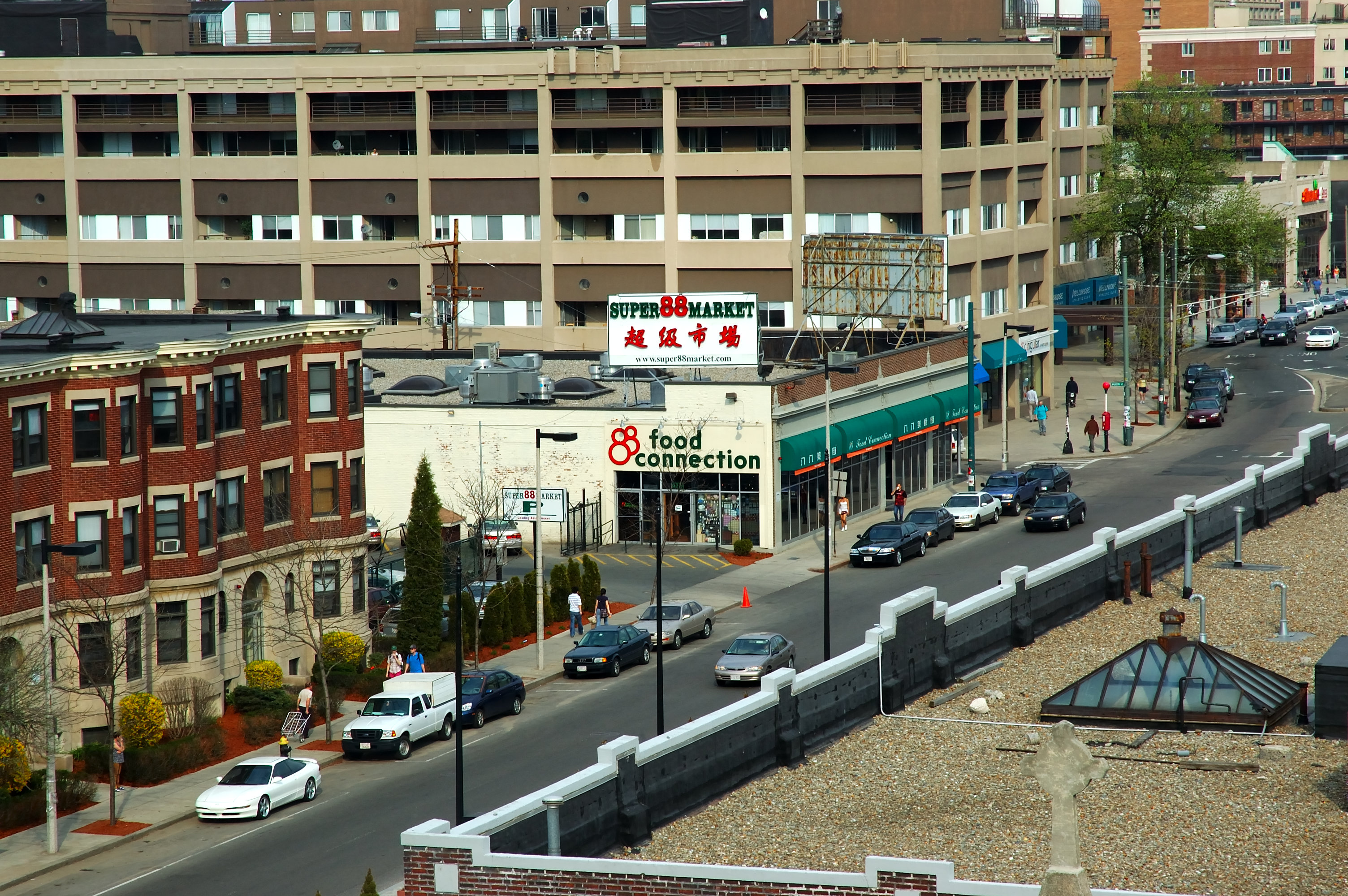
Calle de Allston.

Los vecindarios de Allston y Brighton están casi totalmente aislados de la ciudad de Boston por el pueblo de Brookline, el cual limita con Allston sobre el sur y el este. También es limitado por el Río Charles y la ciudad de Cambridge al norte, y es dividido en dos por el Massachusetts Turnpike. El área norte de la autopista es conocida como Allston Norte.
La sección más ocupada del vecindario está tendida inmediatamente al sur de la autopista de peaje y se centra en la prolongación de avenida de Harvard entre la avenida Commonwealth y Cambridge; las cuales alojan muchas tiendas, bares y restaurantes. El ascenso de empresas a la zona ha doblado el área.
La incidencia de músicos y lugares de música como Fenomenal Scott y El bar de O'Brien le han dado a la ciudad el apodo de "Allston la ciudad del rock". El centro del vecindario, es conocido como la "Milla de la cerveza".

## Historia

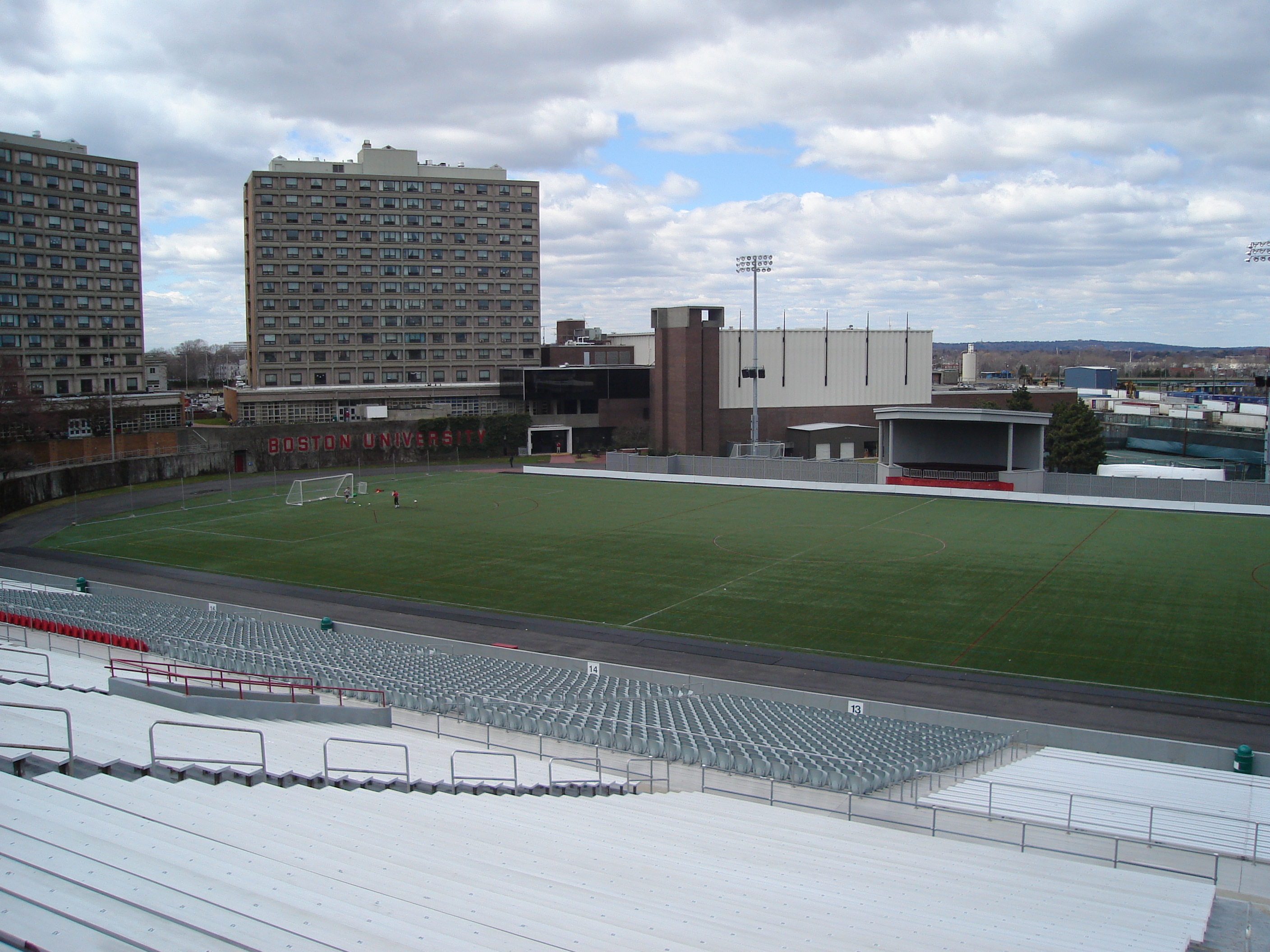
Campo Nickerson.

Todo lo que hoy conforma Allston era parte de Brighton. En 1807 el pueblo se separó de Cambridge. Allston nunca ha existido como entidad política separada por derecho propio. La ciudad de Brighton fue anexada a la ciudad de Boston en 1874. En 1868, una nueva oficina postal y una línea de ferrocarril fueron creados en la parte oeste de Brighton. Se les dio el nombre de Allston, en honor de Allston Washington, pintor quien había vivido y trabajado al otro lado del río Charles en la sección Cambridgeport de Cambridge.
Allston prosperó rápidamente gracias a la ganadería y a la construcción del ferrocarril. Sin embargo, la actividad ganadera terminó a mediados del siglo XX. Allston es conocida como una de las pocas comunidades de los Estados Unidos que llevan el nombre de un artista. 
Los Patriotas de Boston (ahora los Patriotas de Nueva Inglaterra) de la liga nacional de fútbol americano jugaron una temporada en Allston (en 1970), en el estadio de Harvard. Los Bravos de Boston jugaron en el campo de los Bravos (ahora campo Nickerson de la universidad de Boston) a partir de 1915 a 1952.

## Residentes famosos
- Michael Bloomberg, alcalde de la ciudad de Nueva York.